# Falque (archevêque)
Pour les articles homonymes, voir Falque.
Falque, aussi nommé Foulque, Falco  ou Falcon de Bouthéon, est un archevêque de Lyon du XIIe siècle.

## Biographie
Issu de la maison de Bouthéon, Falque a commencé sa carrière au sein du chapitre de Saint-Jean, dont il devient le doyen.
Il est élu en 1139 archevêque de la ville, succédant à Pierre ; poste qu'il occupe jusqu'en 1142. Cette élection semble avoir été régulière, portée par le succès de la réforme grégorienne dans la région.
Au cours de sa carrière, il est proche de l'ordre des Chartreux, notamment de l'abbaye de la chartreuse de Portes.

### Bibliographique
- Bernard Berthod, Jacqueline Boucher, Bruno Galland, Régis Ladous et André Pelletier, Archevêques de Lyon, Lyon, Éditions lyonnaises d'art et d'histoire, 2012, 191 p. (ISBN 978-2-84147-228-4, BNF 43719523).
- Jacques Gadille (dir.), René Fédou, Henri Hours et Bernard de Vregille, Le diocèse de Lyon, vol. 16, Paris, Beauchesne, coll. « Histoire des diocèses de France », 1983, 350 p. (ISBN 2-7010-1066-7, BNF 34728148).